# 江布尔·扎巴耶夫
江布尔·扎巴耶夫（1846年2月28日—1945年6月22日），苏联时期哈萨克族行吟诗人，19世纪末20世纪初期哈萨克民间文学的代表作家之一。

## 生平
扎巴耶夫于1846年2月28日出生于楚河河畔的江布尔山脚下的一户牧人家庭（大玉茲察拍拉西提部），并在七河地區长大，年幼的扎巴耶夫着迷于冬不拉的忧郁旋律，对诗歌产生了兴趣，他最终决定违背父母的意愿，成为一名行吟诗人，并跟随行吟诗人苏尤拜（Сүйінбай Аронұлы）学习了吟唱艺术，日后，他开始以冬不拉伴奏弹唱各种民间故事及史诗，并参加了多次阿肯弹唱会，在会上凭借演技击败了库尔曼别特（Құлмамбет）等人，成为在地知名的行吟诗人。
苏联建立后，扎巴耶夫继续创作，1936年，《真理报》报导了他的创作事迹，令其在苏联声名大振，之后，已上壽的扎巴耶夫也多次受邀前往莫斯科、格鲁吉亚等地参加文艺活动，并于1938年当选为哈萨克最高苏维埃代表，1945年6月22日逝世，享年99岁。

## 文学
扎巴耶夫的创作多为即兴的口头文学作品，由同时代学者收集整理後出版成集，并已经被译为多种语言。在十月革命前，其作品多反映俄羅斯帝國统治下哈萨克民众的艰难生活及对压迫者的抗争，他这一阶段的代表作有叙事诗《苏兰希-巴图尔》（Суранши батыр）、《烏捷根-巴图尔》（Утеген батыр）及童话《懒汉的故事》（Сказка о лентяе）等。十月革命後，扎巴耶夫的作品多以稱頌苏联共产党及其統治下的苏联社會為主，《十月颂》（Гимн Октябрю）、《我的祖国》（Моя родина）、《列宁格勒人，我的孩子》（Ленинградцы, дети мои）、《献给莫斯科》（Москве）等，并以长于对比和隐喻而著称，在苏德战争期间，其作品亦鼓舞了苏联人民保卫国家、反抗纳粹德国的战争。

## 評價與紀念
江布尔·扎巴耶夫在世时即得到苏联官方的肯定，曾荣获列宁勋章，劳动红旗勋章等多个奖项，苏联还曾拍摄有关其生平的纪录片及电影，并将其故居改造成纪念馆，哈萨克斯坦南部的一个州份也被命名为江布尔州以向他致敬，该州首府也曾被命名为江布尔，直到1997年更名为塔拉兹。在独立建国后，哈萨克斯坦政府也拍摄过以他为主角的电影《游吟诗人江布尔》、《江布尔：新时代》等。